# Iino Nanasei
Iino Nanasei (sinh ngày 2 tháng 10 năm 1996) là một cầu thủ bóng đá người Nhật Bản.

## Sự nghiệp câu lạc bộ
Iino Nanasei hiện đang chơi cho Thespakusatsu Gunma.